# Lucas Piazon
Lucas Domingues Piazon (ur. 20 stycznia 1994 w São Paulo) – brazylijski piłkarz występujący na pozycji ofensywnego pomocnika w polskim klubie Wieczysta Kraków.

## Kariera klubowa
Wychowanek Coritiba FBC, następnie zawodnik Athletico Paranaense i São Paulo. 25 marca 2011 roku Chelsea ogłosiła, że Piazón zostanie jej graczem w styczniu 2012, kiedy skończy 18 lat. Media informowały, że cena transferu to około 10 milionów funtów. Zainteresowanie jego pozyskaniem wyrażały również włoskie kluby: Juventus i Inter Mediolan. Brazylijczyk dołączył do rezerw londyńskiego zespołu na początku sezonu 2011/2012, zaś obowiązujący do 2017 roku kontrakt podpisał w styczniu 2012. W barwach Chelsea zadebiutował 25 września w wygranym 6:0 meczu Pucharu Ligi Angielskiej z Wolverhampton Wanderers. Pierwszy raz w Premier League wystąpił 23 grudnia w meczu, w którym Chelsea rozgromiła Aston Villę 8:0. Brazylijczyk wszedł z ławki zmieniając Juana Matę. Zaliczył asystę przy golu rodaka Ramiresa i nie wykorzystał rzutu karnego podyktowanego za faul na nim.
Podczas styczniowego okienka transferowego został wypożyczony do Malagi, gdzie zadebiutował w rozgrywkach Ligi Mistrzów.
20 sierpnia 2025 roku został piłkarzem Wieczystej Kraków

## Kariera reprezentacyjna
Juniorski reprezentant kraju, król strzelców (10 goli) mistrzostw Ameryki Południowej U-15 w Boliwii (2009), gdzie Brazylia zajęła drugie miejsce. Mistrz Ameryki Południowej do lat 17 z 2011 roku. Uczestnik mistrzostw świata U-17 w Meksyku (2011, czwarte miejsce). W turnieju tym rozegrał sześć meczów i strzelił jednego gola – zdobył bramkę w zremisowanym 3:3 spotkaniu z Wybrzeżem Kości Słoniowej.
Porównywany do swojego rodaka Kaki.